# قطعنامه ۴۲۸ شورای امنیت
قطعنامه ۴۲۸ شورای امنیت سازمان ملل متحد که در تاریخ ۰۶ مه ۱۹۷۸ تصویب شد، سندی بین‌المللی دربارهٔ آنگولا-آفریقای جنوبی است. این قطعنامه طی نشست ۲٬۰۷۸ام با ۱۵ موافق، ۰ مخالف و ۰ ممتنع تصویب شد.